# Liste der Kulturdenkmäler in Moselkern
In der Liste der Kulturdenkmäler in Moselkern sind alle Kulturdenkmäler der rheinland-pfälzischen Ortsgemeinde Moselkern aufgeführt. Grundlage ist die Denkmalliste des Landes Rheinland-Pfalz (Stand: 21. September 2023).

## Denkmalzonen
| Bezeichnung          | Lage            | Baujahr                 | Beschreibung | Bild                           |
| -------------------- | --------------- | ----------------------- | --- | ------------------------------ |
| Denkmalzone Friedhof | Oberstraße Lage | 16. bis 20. Jahrhundert | auf dem Friedhof Kapelle: Zentralraum mit Dachreiter, 1910, Architekten Franz Schenk und K. Frank, Saarbrücken; Knorpelkartusche bezeichnet 1707; Friedhofskreuz mit Pfarrergrablege; in der Umfassungsmauer (Innenseite) 19 Grabkreuze vom 16. bis zum 18. Jahrhundert, außen Nischen, unter anderem mit neubarockem Vesperbild, 20. Jahrhundert; Portal bezeichnet 1916 | weitere Bilder Fotos hochladen |

## Einzeldenkmäler
| Bezeichnung                          | Lage                                 | Baujahr                           | Beschreibung | Bild                                    |
| ------------------------------------ | ------------------------------------ | --------------------------------- | --- | --------------------------------------- |
| Bahnhof Moselkern                    | Am Bahnhof 2–4 Lage                  | 1909                              | eingeschossige Empfangshalle, Fachwerkgüterschuppen, zweigeschossiger Wirtschaftsteil mit Wohnung, Heimatstil, 1909, Architekt Franz Schunck (1845–1921); Gesamtanlage mit Gleisen | weitere Bilder Fotos hochladen          |
| Wohnhaus                             | Bergweg 1 Lage                       | um 1900/10                        | Bruchsteinbau, um 1900/10 | weitere Bilder Fotos hochladen          |
| Alte Lohmühle                        | Elztal 8–10 Lage                     | 19. Jahrhundert                   | Alte Lohmühle, 19. Jahrhundert; späthistoristische Bruchsteinvilla, Ende des 19. Jahrhunderts; zwei Bruchsteinmühlengebäude; Fabrikgebäude; Gesamtanlage mit Garten | weitere Bilder Fotos hochladen          |
| Hotel „Burg Eltz“                    | Fährstraße 1/2 Lage                  | 1902                              | dreigeschossiger Bruchsteinbau, bezeichnet 1902 | weitere Bilder Fotos hochladen          |
| Scheune                              | Fährstraße 6 Lage                    | um 1800                           | Fachwerkscheune, teilweise massiv, um 1800 | Fotos hochladen                         |
| Wohnhaus                             | Kirchstraße 2 Lage                   | 1767                              | Krüppelwalmdachbau, bezeichnet 1767 | BW                                      |
| Wohnhaus                             | Kirchstraße 5 Lage                   | 1629                              | Fachwerkhaus, teilweise massiv, bezeichnet 1629 | Fotos hochladen                         |
| Garten                               | Kirchstraße, Ecke Moselstraße Lage   |                                   | Garten mit Eckpavillons | BW                                      |
| Brücke                               | Moselstraße Lage                     | 1892                              | zweibogige Brücke über den Elzbach, bezeichnet | weitere Bilder Fotos hochladen          |
| Halfenhaus                           | Moselstraße 5 Lage                   | 1738                              | ehemaliges Halfenhaus; Fachwerkbau, teilweise massiv, Krüppelwalmdach, bezeichnet 1738 | weitere Bilder Fotos hochladen          |
| Skulptur                             | Moselstraße, an Nr. 10 Lage          | 19. oder 20. Jahrhundert          | Nischenfigur, 19. oder 20. Jahrhundert | BW                                      |
| Wohnhaus                             | Moselstraße 13 Lage                  | 19. Jahrhundert                   | dreigeschossiges klassizistisches Fachwerkhaus, verputzt, Krüppelwalmdach, Anbau mit Gusseisenloggia, um 1900 | Fotos hochladen                         |
| Wegekreuz                            | Moselstraße, an Nr. 15 Lage          | 19. Jahrhundert                   | Wegekreuz, 19. Jahrhundert | Fotos hochladen                         |
| Villa                                | Moselstraße 31 Lage                  | um 1900                           | späthistoristische Bruchstein-Villa, teilweise Fachwerk, Moselstil, um 1900 | Fotos hochladen                         |
| Villa                                | Moselstraße 33 Lage                  | um 1900                           | späthistoristische mehrflügelige Bruchstein-Villa, teilweise Fachwerk, um 1900; Gesamtanlage mit Garten | BW                                      |
| Winzervilla                          | Oberstraße 7 Lage                    |                                   | Winzervilla; Mansarddachbau, Bruchstein; bauliche Gesamtanlage mit Ökonomie | Fotos hochladen                         |
| Wohnhaus                             | Oberstraße 17 Lage                   | erste Hälfte des 16. Jahrhunderts | Bruchsteinbau, teilweise Fachwerk, erste Hälfte des 16. Jahrhunderts | Fotos hochladen                         |
| Gräflich von Eltzsches Oberrentamt   | Oberstraße 21, Zehnthofstraße 3 Lage | 1709                              | ehemaliges Gräflich von Eltzsches Oberrentamt; breiter Putzbau, bezeichnet 1709; historistischer Treppenturm, 19. Jahrhundert; Gesamtanlage mit Garten | weitere Bilder Fotos hochladen          |
| Winzerhaus                           | Oberstraße 22, Bergweg 2 Lage        | 19. Jahrhundert                   | Winzerhaus, Schieferbruchstein, 19. Jahrhundert | BW                                      |
| Portal                               | Oberstraße, an Nr. 33 Lage           | 1821                              | Oberlichttür, bezeichnet 1821 | Fotos hochladen                         |
| Türsturz                             | Oberstraße, an Nr. 43 Lage           | 1722                              | Türsturz, bezeichnet 1722 | Fotos hochladen                         |
| Rathaus                              | Oberstraße 47 Lage                   | 1535                              | ehemaliges Rathaus; dreigeschossiges Fachwerkhaus, teilweise massiv, bezeichnet 1535; Rückseite wohl aus der zweiten Hälfte des 16. Jahrhunderts | weitere Bilder Fotos hochladen          |
| Katholische Pfarrkirche St. Valerius | Oberstraße 57 Lage                   | 1788–90                           | Saalbau, 1788–90, romanischer Westturm, Turmportal bezeichnet 1781; über dem Turmportal Vesperbild, bezeichnet 1681; bei der Kirche: merowingischer Grabstein (Abguss); Missionskreuz, 18. Jahrhundert; Assistenzfiguren des alten Hochaltars, 18. Jahrhundert; Grabkreuz, 1755; Basaltkreuz, 1766; Grabplatte, 1791; Marienkrönung, Anfang des 18. Jahrhunderts; Grabmal mit Vase; Kriegerdenkmal, neubarocker reliefierter Pylon | weitere Bilder Fotos hochladen          |
| Wohnhaus                             | Oberstraße 60 Lage                   | Anfang des 19. Jahrhunderts       | Fachwerkhaus, verputzt, Anfang des 19. Jahrhunderts | BW                                      |
| Wohnhaus                             | Oberstraße 62 Lage                   | 1897                              | späthistoristisch-romantisches Bruchsteinhaus, bezeichnet 1897; Gesamtanlage mit Garten | BW                                      |
| Wohnhaus                             | Seilerstraße 1 Lage                  | 1717                              | Fachwerkhaus, teilweise massiv, bezeichnet 1717 | weitere Bilder Fotos hochladen          |
| Weinbergkapelle                      | Weinbergstraße, neben Nr. 1 Lage     | 1891                              | Weinbergkapelle, neugotischer Zentralbau, Bruchstein, 1891 | weitere Bilder Fotos hochladen          |
| Kapelle                              | nördlich des Ortes an der K 33 Lage  | 1876/80                           | Kapelle, Bruchstein, 1876/80; drei Kreuzwegstationen, Bruchstein, reliefierte Bildstock- oder Stelentypen | weitere Bilder Fotos hochladen          |
| Heiligenhäuschen                     | nördlich des Ortes                   | 1689                              | Heiligenhäuschen mit Kreuz; Eiche und Basalt, bezeichnet 1689 und 1733 | Direkt Bild zu diesem Denkmal hochladen |